# A Beautiful Thing: Idles Live at le Bataclan
A Beautiful Thing: Idles Live at le Bataclan è un album dal vivo del gruppo musicale britannico Idles, pubblicato nel 2019.

## Tracce
1. Colossus
2. Never Fight a Man with a Perm
3. Mother
4. Faith in the City
5. I'm Scum
6. Danny Nedelko
7. Divide & Conquer
8. 1049 Gotho
9. Samaritans
10. Television
11. Great
12. Love Song
13. White Privilege
14. Gram Rock
15. Benzocaine
16. Exeter
17. Cry to Me
18. Well Done
19. Rottweiler